# Vol Saratov Airlines 703
Le 11 février 2018, le vol Saratov Airlines 703, faisant la liaison entre l'aéroport de Moscou-Domodedovo et l'aérodrome d'Orsk, dans le sud de l'Oural, en Russie, s'est écrasé peu après son décollage dans un champ près des villages d'Argunovo (russe : Аргуново) et de Stepanovskoye (en), dans le district de Ramenski (en), à 70 km au sud-est de Moscou. On ne compte aucun survivant parmi les 65 passagers et six membres d'équipage à bord.

## Avion
L'appareil impliqué est un Antonov An-148-100B, un biréacteur à ailes hautes et empennage en T de fabrication ukrainienne. Cet avion court-courrier peut transporter jusqu'à 80 passagers sur une distance maximale de 3 600 km (Orsk se trouve à 1 473 km de Moscou). Il était exploité par la compagnie aérienne russe Saratov Airlines, basée à Saratov, dont la flotte, jusqu'au jour de l'accident, comporte six appareils de ce modèle. Son immatriculation est RA-61704. 
Livré neuf (son premier vol a eu lieu en mai 2010) le 21 juin 2010 à la compagnie Rossiya appartenant à l'État russe, l'appareil passe le 8 février 2017 dans la flotte de Saratov Airlines. Ces deux compagnies exploitantes ne sont pas les propriétaires successifs de l'appareil, le louant tous deux à Ilyushin Finance Co. Il est impliqué dans deux incidents, considérés comme mineurs, en service : un moteur s'arrête en vol, le 28 juillet 2013, et il subit une défaillance du train d'atterrissage avant lors d'un décollage, le 23 août 2013.

## Passagers et équipage
Selon le manifeste de vol, le vol 703 transportait 65 passagers et 6 membres d'équipage. La plupart des passagers étaient des résidents d'Orenbourg. Le ministère russe des Situations d'urgence a déclaré que tous les passagers sauf deux étaient des citoyens russes. L'un des passagers étrangers était azerbaïdjanais et l'autre suisse. Toutes les personnes à bord ont été tuées lors du crash. 
| Nationalité | Passagers | Équipage | Total |
| ----------- | --------- | -------- | ----- |
| Russie      | 63        | 6        | 69    |
| Azerbaïdjan | 1         | 0        | 1     |
| Suisse      | 1         | 0        | 1     |
| Total       | 65        | 6        | 71    |

Le commandant de bord est Valery Gubanov, âgé de 51 ans et de nationalité russe, qui cumulé 5 000 heures de vol à son actif, dont 2 800 heures sur Antonov An-148, mais seulement 58 heures en tant que commandant de bord. Son certificat médical avait expiré deux jours avant l'accident. Le copilote, Sergei Gambaryan (35 ans), est également un ressortissant russe.

## Accident

Trajet effectué par le vol 703, depuis le décollage jusqu'au crash de l'avion.

Le vol 703 était un vol intérieur régulier de passagers entre l'aéroport de Moscou-Domodedovo et l'aérodrome d'Orsk, une ville proche de la frontière avec le Kazakhstan, opéré par la compagnie aérienne régionale russe Saratov Airlines ; l'heure de départ prévue de Moscou était 14 h 0, heure locale. Le vol 703 a décollé de Moscou vers 14 h 21.
Quelques minutes après le décollage, la vitesse et l'altitude de l'avion ont commencé à fluctuer. Quelques instants avant le crash, le vol 703 a atteint une altitude de 5 900 pieds (1 800 mètres) et une vitesse de 320 nœuds (600 km/h). Il a ensuite perdu rapidement de l'altitude jusqu'à disparaître des radars à 14 h 28 heure locale, quatre minutes après son décollage et à une altitude d'environ 3 000 pieds (900 mètres).

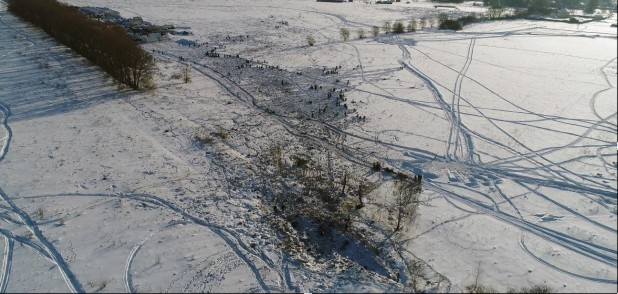
Prise de vue aérienne du site de l'accident.

L'accident s'est produit six minutes après le décollage de l'aéroport de Domodedovo. Selon une source au sein de l'enquête, quelques minutes avant l'accident, le pilote de l'avion a informé les contrôleurs aériens d'un dysfonctionnement et qu'il prévoyait d'effectuer un atterrissage d'urgence à l'aéroport de Moscou-Joukovski ; cette information a ensuite été démentie par la commission d'enquête. Des témoins oculaires ont rapporté que l'avion était en flammes pendant sa descente vers le sol. L'accident a été filmé par une caméra de surveillance installée dans une maison à proximité ; les images ont montré que l'appareil a été pulvérisé à l'impact et a immédiatement pris feu. Le ministre russe des Transports, Maksim Sokolov, a indiqué qu'au vu de l'état des corps, l'identification nécessiterait une expertise génétique. 
Le parquet russe a lancé une procédure pénale pour violation présumée des règles de sécurité du trafic aérien. Il a découvert que la compagnie aérienne a été interdite d'exploitation sur les lignes internationales en 2015, et que celles-ci avaient repris après un changement de politique en 2016. Le Service fédéral de surveillance des transports (en) russe (Rostransnadzor) a déclaré que, lors de son examen de l'avion accidenté, la compagnie aérienne a enfreint la procédure de changement d'huile dans les boîtes de vitesses, ainsi que la procédure de nettoyage du filtre à air du démarreur des moteurs.

## Enquête

Diagramme représentant l'altitude et la vitesse lors du vol 703.

L'Interstate Aviation Committee (IAC) russe a ouvert une enquête sur cet accident. Le président Vladimir Poutine a également mis en place une commission spéciale pour enquêter sur l'accident. Dans les premières heures de l'enquête, le ministère des Transports a annoncé deux théories concernant l'origine de l'accident : les conditions météorologiques et les facteurs humains.
L'épave du vol 703 était dispersée sur un vaste périmètre. Les autorités ont déclaré que les débris étaient éparpillés sur environ un kilomètre, ce qui a accru les soupçons selon lesquels l'avion aurait pu se désintégrer en plein vol. Un témoin ayant déclaré qu'il était en flammes pendant sa descente, plusieurs enquêteurs ont avancé la théorie de l'explosion d'une bombe. Les deux enregistreurs de vol (l'enregistreur de paramètres (FDR) et l'enregistreur phonique (CVR)) ont été retrouvés le 12 février.
Les documents de Saratov Airlines relatifs à l'avion ont été saisis dans le cadre d'une enquête de routine. L'accident a également amené le ministère russe des Situations d'urgence à se demander si tous les Antonov An-148 devraient être temporairement immobilisés. Le personnel de l'aéroport de Moscou Domodedovo a également été interrogé.
L'agence de presse russe Rambler News Service (RNS) a rapporté que le pilote du vol 703 a refusé de procéder au dégivrage de l'avion avant le décollage. Selon un METAR transmis à l'équipage, les conditions météorologiques à 11 h 0 comprenaient des chutes de neige modérées et une température de −5 °C (23 °F) à l'aéroport de Domodedovo.
Le 13 février, l'IAC a indiqué que l'analyse initiale des données du FDR a démontré que le système de réchauffage des sondes Pitot n'ont pas été allumés et qu'il y avait des écarts de représentation des vitesses affichées aux pilotes ; un indicateur de vitesse indiquant une augmentation de la vitesse, un autre une diminution de la vitesse et le troisième aucune vitesse. Les données ont également montré que l'avion était piloter manuellement lorsqu'il a piqué du nez à un angle d'environ 30 degrés et a garder cette assiette à piquer jusqu'à ce qu'il percute le sol. Le copilote a essayé d'arrêter la descente abrupte de l'avion, mais n'a pas réussi à convaincre le commandant de bord qu'il était hors de contrôle.
Le 27 juin 2019, l'IAC a signalé que l'accident, survenu lors d'une montée dans des conditions météorologiques de vol aux instruments, a été causé par les réactions erronées de l'équipage à des indications de vitesse divergentes causées par l'obstruction des trois sondes Pitot par de la glace, ce qui a entraîné la perte de contrôle de l'avion et une collision avec le sol.

## Conséquences
Le 12 février, Saratov Airlines a suspendu tous ses vols d'An-148, ainsi que tous ses vols vers Orsk. Après vérification de tous les An-148 de sa flotte et des procédures de la compagnies aérienne, les vols ont repris le 16 février avec des équipages de conduite renforcés.
Le 20 mars, Rostransnadzor a suspendu tous les vols de Saratov Airlines après la découverte de nouvelles violations des règles de sécurité. Le 1er juin 2018, le certificat de transporteur aérien de Saratov Airlines a été révoqué, en raison de violations de la réglementation aérienne. 